# 小兔子乖乖
小兔子乖乖（子うさぎ、うさぎさん）は、中国で古くから歌われている童謡である。作曲は黎錦暉、日本語訳詞はBABYBUS。

## 歌詞の内容
うさぎさんはある日、留守番をしていた。その時ドアをノックする音が聞こえると、ママに化けた狼が立っていた。しかしうさぎさんはすぐにママじゃないと見破った。
「知らない人にドアを開けないで」と言うための教育ソングである。